# Stachys albens
Stachys albens är en kransblommig växtart som beskrevs av Asa Gray. Stachys albens ingår i släktet syskor, och familjen kransblommiga växter. Inga underarter finns listade i Catalogue of Life.